# Lady Dior
Ne doit pas être confondu avec Baby Dior.
Lady Dior est une dénomination commerciale donnée à un sac à main par l'entreprise Christian Dior en l'honneur de la princesse Diana.

## Historique
En 1994, la « légende », dit que Bernadette Chirac veut offrir, pour la visite de Lady Diana à Paris, un sac à main unique. La Première dame de France prend contact avec Dior pour trouver ce sac : la maison lui propose un modèle nommé alors officieusement Chouchou. Celui-ci prendra officiellement le nom de Princesse à court terme. 
Ce sac, noir, est offert à Lady Diana lors de l'inauguration au Grand Palais de l'exposition Cézanne,. Porté par Diana Spencer, il est souvent photographié, lors d’événements publics : elle le porte à Birmingham lors d'une visite officielle, de nouveau quelques semaines plus tard lors d'un séjour en Argentine, puis à de nombreuses reprises encore,. 
Le sac devient rapidement « iconique,, », « mythique ». Il est alors commercialisé en plus grande série en changeant de nom pour Lady Dior,, avec l'autorisation de la princesse. Il se vend deux cent mille exemplaires en deux ans, le chiffre d'affaires de la maroquinerie chez Dior est multiplié par dix. 
En déclinaison, le sac donnera son patronyme à une montre en 1999, et inspirera un produit de maquillage aux Parfums Christian Dior.

## Présentation
Lady Dior est un sac à main reprenant les codes graphiques de Dior, il est le plus souvent décoré d'un motif cannage inspiré des chaises Napoléon III où Christian Dior installait les invités de ses défilés haute couture et du dossier du fauteuil médaillon néo-Louis XV, deux meubles présents dans l'hôtel particulier de Dior avenue Montaigne depuis 1947. Ce sac, composé de cent quarante quatre pièces au total, est rectangulaire, rigide, avec les quatre lettres D-I-O-R dorées ou argentées accrochées à l'anse ainsi que le logo de la Maison, et est disponible dans différentes matières et techniques (cuir, velours, microfibre, satin, jean, python, crocodile, tweed, jacquard…) et en plusieurs dimensions. Face au succès des premières années, la marque finira par mettre en place vers 1997 un marquage sous la forme d'un numéro de série (inexistant sur les premiers modèles).

### Publicité
Dès les années 1990, une campagne d'affichage publicitaire de la marque à Paris met en scène Carla Bruni.
Choisie par John Galliano, Marion Cotillard devient en 2008 l'égérie publicitaire du Lady Dior. Outre de multiples parutions dans la presse de photos de Peter Lindbergh, Craig McDean, Tim Walker ou Jean-Baptiste Mondino, Marion Cotillard tourne plusieurs courts-métrages publicitaires destinés principalement à être diffusés sur le Web. Le premier est The Lady Noire Affair réalisé par Olivier Dahan, puis Lady Rouge par Jonas Åkerlund faisant suite à la série de photos d'Annie Leibovitz. 
Vient après Lady Blue Shanghai, un film de seize minutes tourné par David Lynch. Les deux opus suivants, Lady Grey London, avec Ian McKellen, et L.A.dy Dior sont réalisés par John Cameron Mitchell, au sujet duquel elle affirme : « J'ai en effet suggéré ce réalisateur à Dior. Ils ne le connaissaient pas, mais depuis, ils ne le lâchent plus ! » Le PDG de Christian Dior Couture, Sidney Toledano, précise à propos de ces films que l'« objectif stratégique est de faire rêver en racontant de belles histoires ». En 2012 et 2013, Marion Cotillard participe également à un web-documentaire en six épisodes diffusés sur le site internet de l'entreprise.

### Exposition
Après six ans de préparation, Dior organise à partir de 2012 une exposition itinérante, intitulée Lady Dior As Seen By et passant par la Chine, le Japon, l'Italie, le Brésil. Celle-ci présente cent œuvres réalisées par 80 artistes, photographes comme Patrick Demarchelier, Bruce Weber, Ellen Von Unwerth, plasticiens, sculpteurs, designers et peintres, inspirées du sac Lady Dior.

### Dior Lady Art
Depuis 2016, la marque confie chaque année à plusieurs artistes le soin de proposer une version modifiée du sac.
- 2016, première édition[38] : Mat Collishaw, Ian Davenport, Daniel Gordon, Jason Martin, Matthew Porter, Marc Quinn ;
- 2017, deuxième édition[39] : Lee Bul, Hong Hao, Friedrich Kunath, Betty Mariani, Jamilla Okubo, Jack Pierson, Spencer Sweeney, David Wiseman, Namsa Leuba, John Giorno ;
- 2018, troisième édition[40] : Olga de Amaral, Polly Apfelbaum, Burçak Bingöl, Lee Bul, Isabelle Cornaro, Haruka Kojin, Li Shurui, Mickalene Thomas, Janaina Tschäpe, Morgane Tschiember, Pae White ;
- 2019, quatrième édition[41] : Joana Vasconcelos, Rina Banerjee, Wang Guangle, Marguerite Humeau, Jia Lee, Maria Nepomuceno, Mickalene Thomas, Kohei Nawa, Eduardo Terrazas, Raqib Shaw, Athi-Patra Ruga ;
- 2020, cinquième édition[42] : Joël Andrianomearisoa, Judy Chicago, Gisela Colon, Song Dong, Bharti Kher, Mai-Thu Perret, Recycle Group, Chris Soal, Claire Tabouret, Olga Titus ;
- 2021, sixième édition : Manal Al Dowayan, Gisela Colón, Johan Creten, Genieve Figgis, Gigisue, Antonin Hako, Zhang Huan, Leonhard Hurzlmeier, Yukimasa Ida, Daisuke Ohba, Li Songsong, Lina Iris Viktor.

## À la télévision
Dans la cinquième saison de la série télévisée The Crown, le personnage de Diana Spencer, joué par Elizabeth Debicki, porte dans plusieurs scènes un sac Lady Dior.